# ديوجنتا
ديوجنتا، (بالإنجليزية: Dugenta)‏، (كامبانيا:Rocenti)، هي (بلدية) في مقاطعة بينيفينتو في منطقة كامبانيا الإيطالية، وتقع على بعد حوالي 35 كيلومترًا (22 ميلًا) شمال شرق نابولي، وحوالي 30 كم (19 ميل) غرب بينيفينتو.

## السكان
في سنة 1861 بلغ عدد السكان 702 نسمة، وتطور العدد ليصل في سنة 2011 لـ 2٬752 نسمة.
يظهر هذا المخطط البياني تطور النمو السكاني لـ ديوجنتا